# Gary Kwok
Gary Kwok (Hongkong, 11 juni 1966) is een Canadees autocoureur.

## Carrière
Kwok heeft gereden in het Hong Kong Touring Car Championship. Ook komt hij sinds 2009 uit in het Canadian Touring Car Championship. In 2011 had hij hierin zijn beste seizoen, met drie overwinningen eindigde hij als vijfde in het kampioenschap.
In 2011 maakte Kwok zijn debuut in het World Touring Car Championship. Voor het team Wiechers-Sport reed hij in een BMW 320 TC in het laatste raceweekend op het Circuito da Guia. In de eerste race eindigde hij als zestiende, maar in de tweede race wist hij de finish niet te bereiken.